# Piazza del Duomo (Pistoia)
Piazza del Duomo é la piazza principale di Pistoia e cuore sia religioso che civile della città per la presenza della cattedrale di San Zeno. Corrisponderebbe all'antico foro romano di Pistoria. È inoltre sede del mercato settimanale del sabato.

## Storia e descrizione

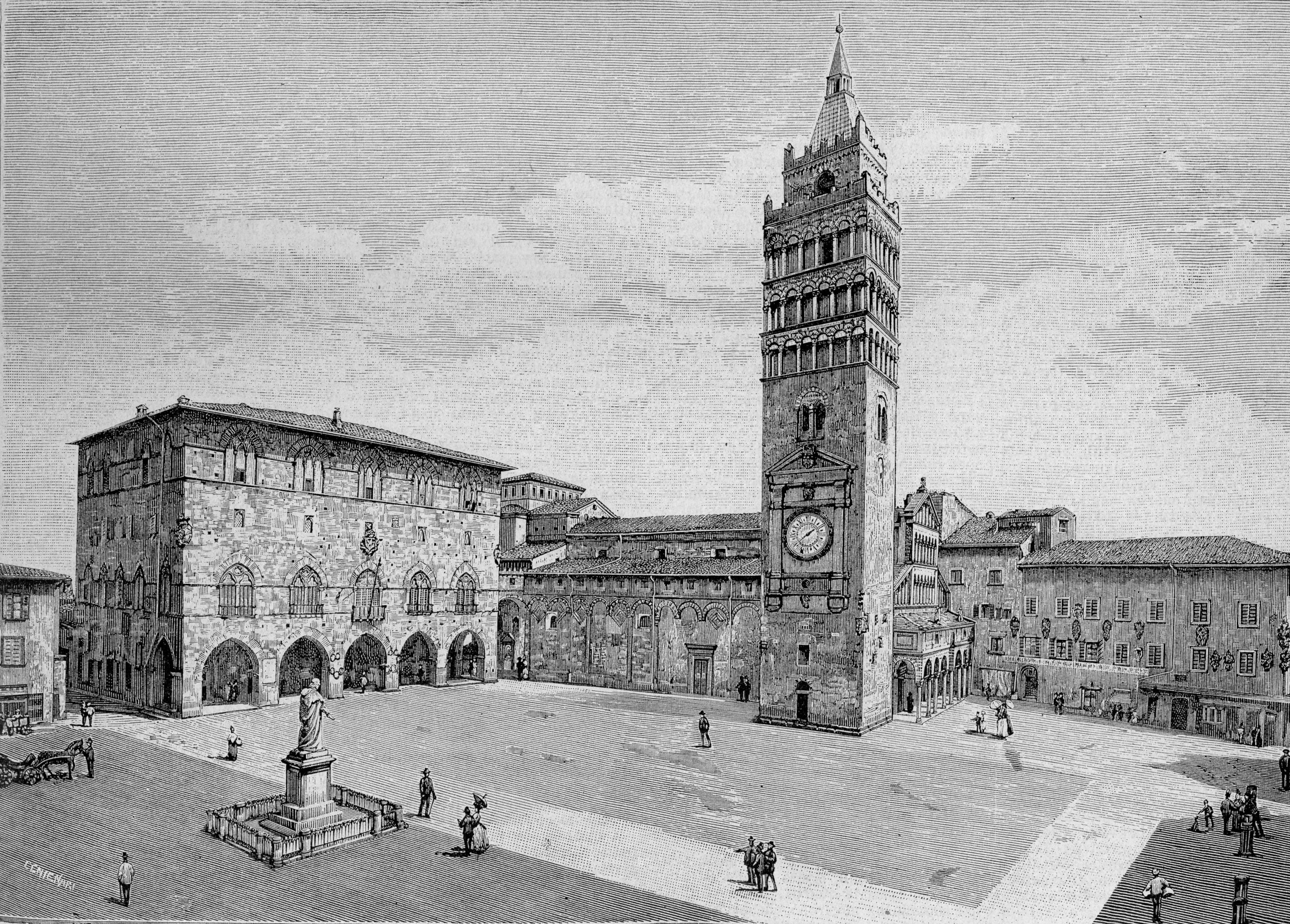
Xilografia di piazza Duomo del 1890

La via Cassia costituiva il decumanus maximus della cittadina romana (coincidente con parte dell'attuale via degli Orafi) mentre il cardo maximus sembrerebbe coincidere con l'attuale via dei Bracciolini; il forum della Pistoia romana si sarebbe situato quindi all'incrocio di queste due vie, all'imbocco dell'attuale centro cittadino costituito dalla piazza del Duomo. Il fatto che il cardo non corrisponda a un asse nord-sud fa pensare che la città sia nata in funzione della strada consolare, che doveva quindi incontrarsi con una via secondaria che attraversava l'Appennino tosco-emiliano: le città nate per importanza dell'insediamento in sé seguivano infatti un impianto orientato secondo i punti cardinali.
Poche le tracce di epoca romana: un tratto pavimentato della via Cassia, trovato nell'angolo nord ovest della piazza del Duomo in un saggio di scavo.
L'attuale forma della piazza dovette già essere definito tra X e XI secolo, quale nuovo polo di aggregazione della vita sia civile che religiosa. Fin dai tempi del Sacro Romano Impero, i vescovi di Pistoia ottennero il privilegio di poter destinare l'area antistante la cattedrale per gli scambi, funzione che, estesa all'intera piazza, perdura tutt'oggi con il mercato settimanale del sabato. 
Inclusa nelle mura fin dalla prima cerchia, la piazza del Duomo con l'espansione della seconda cinta non fu più l'unica piazza cittadina e da allora venne chiamata piazza Maggiore o piazza Grande. La dimensione dello slargo si attuò nelle forme odierne quando vennero demoliti gli edifici sul lato di ponente, quali i palazzi del Capitano di Custodia, dell'Opera di San Jacopo e della Dogana del Sale, sostituiti da una cortina di edifici completata nella forma attuale solo nel 1936. 
La forma attuale è qualla di un ampio rettangolo con un'appendice sud altrettanto rettangolare davanti al Duomo, avente il fulcro nel campanile del Duomo e con l'estensione ulteriore verso la piazzetta del Battistero (vicolo dei Battistini). 
Vi si affacciano il duomo (almeno dal V secolo), col portico quattrocentesco, il campanile e il battistero, l'antico palazzo dei Vescovi (sede anche dell'omonimo museo), il palazzo Pretorio (oggi del Tribunale), il palazzo Comunale (già palazzo degli Anziani), sede del Museo Civico. Sul alto nord i palazzi del Monte dei Paschi e del Governo. Vi si intravede anche, nell'angolo nord-est, la torre di Catilina. Sul lato est un edificio civile ingloba i resti della chiesa di Santa Maria Cavaliera.